# مارتن بارينغتون
مارتن بارينغتون (بالإنجليزية: Martin Barrington)‏ هو رائد أعمال أمريكي، ولد في 16 يوليو 1953 في ألباني في الولايات المتحدة.